# أرميزونسكويي (تجومين)
أرميزونسكويي (بالروسية: Армизонское) هي مدينة في مقاطعة تيومين أوبلاست في روسيا.